# 広幡忠恒
広幡 忠恒（ひろはた ただつね、1937年（昭和12年）6月30日 - ）は、日本の実業家。富士電機冷機会長。広幡家の第12代当主。父は広幡増弥。学習院大学政経学部卒業。東京都出身。

## 生涯
東京都出身。海軍技術少将・広幡増弥とその妻で広幡忠隆の長女である信子の次男として生まれる。
学習院大学政経学部を卒業後、1960年（昭和35年）に富士電機製造に入社し、1983年（昭和58年）には富士電機冷機の取締役に就任。その後、富士電機冷機で1989年（平成元年）に専務、1993年（平成5年）に専務、1999年（平成11年）に副社長となり、2000年（平成12年）に会長に就任した。また1974年（昭和49年）と1992年（平成4年）に丸一証券の監査役も務めた。
私生活では東宝取締役・米本正の長女と結婚し、1968年（昭和43年）に長女の幸子が誕生した。

## 系譜
- 曾祖父：伊藤雋吉 - 海軍次官
- 祖父：広幡忠隆 - 貴族院侯爵議員
- 祖父：伊藤安吉 - 海軍造機少将
- 父親：広幡増弥 - 海軍技術少将
- 母親：広幡信子 - 広幡増弥夫人。広幡忠隆の長女。
- 妻：米本悠子 - 東宝取締役・米本正の長女。
  - 長女：広幡幸子（広幡貴彦夫人）
  - 養嗣子：広幡貴彦